# Christophe Bonvin
Christophe Bonvin (Sion, 14 juli 1965) is een voormalig Zwitsers voetballer die speelde als aanvaller.

## Carrière
Bonvin speelde voor de Zwitserse ploegen FC Sion, waarmee hij in 1997 landskampioen werd, Servette en Neuchâtel Xamax.
Bonvin maakte op 19 mei 1987 zijn debuut voor Zwitserland en nam met zijn land deel aan het EK 1996 in Engeland. Hij speelde in totaal 45 wedstrijden en scoorde daarin 8 keer.

## Erelijst
- FC Sion
  - Landskampioen: 1997